# هندسه مولکولی دوازده وجهی
در دانش شیمی، هندسه مولکولی دوازده وجهی شکل ترکیباتی را توصیف می‌کند که در آن هشت گروه در اطراف اتم مرکزی قرار دارند، به گونه ای که رئوس یک دوازده وجهی را مشخص می‌کنند. این شکل دارای تقارن D2d است و به همراه ضد منشور مربعی و منشور مثلثی دوتایی، یکی از سه شکل متداول برای فلزات واسطه هشت کوئوردینه است.

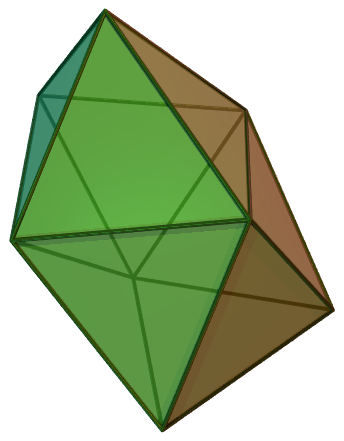